# Сентінел (хребет)
Сентінел (англ. Sentinel Range, укр. Вартовий) — найвищий гірський хребет Антарктики (78°10′12″ пд. ш. 85°30′0″ зх. д. / 78.17000° пд. ш. 85.50000° зх. д.), належить до гірської системи Елсворт і утворює її північну частину.

## Географія
Хребет Сентінел розташований у Західній Антарктиді, вздовж західного краю шельфового льодовика Ронне, в основі Антарктичного півострова, за 1 200 км від Південного полюса, в північній частині гір Елсворт. Хребет простягся в напрямку: північ — північний захід на південь — південний схід на 180 км, при ширині від 24 до 48 км. Це найвищий хребет в горах Елсворт і на всьому континенті. Він відокремлений від значно нижчого південного хребта Герітейджа — льодовиком Міннесота. На заході лежить невисокий хребет Бастьєн — відділений широким льодовиком Німіц.
Хребет включає в себе головний поздовжній хребет (в тому числі масиви Вінсон (4892 м) та Креддок (4477 м), в південній його частині) і ряд окремих висот (масивів) та невеликих поперечних і поздовжніх гірських хребтів і гір, на його східній стороні, у тому числі (з півдня на північ): висоти Петвар (г. Маллен, 2400 м) та Доурейн (г. Туск, 3560 м), хребет Верегейв (г. Валдрон, 3100 м), висоти Фловерс Гіллс (Діккі-пік, 1504 м) та  Салліван (г. Левак, 2760 м), хребет Барнс (г. Беш, 1210 м), висоти Мегленік (2980 м), хребет Пробуда (г. Пресс, 3830 м), висоти Бангей (г. Безден, 2900 м), Состра (г. Малоне, 2460 м) та Ґромшин (г. Могенсен, 2790 м).

## Відкриття і дослідження
Хребет Сентінел вперше було виявлено і сфотографовано 23 листопада 1935 року, експедицією американського полярного дослідника Лінкольна Елсворта, в ході виконання транс-антарктичного повітряного перельоту із острова Данді (Антарктичний півострів) до шельфового льодовика Росса. Спершу вся гірська система одержала описову назву — Sentinel (укр. Вартовий), через чільне її становище як орієнтира над довколишньою безликою льодовою рівниною.
Хребет вперше відвідала і частково описала у січні 1958 року експедиція на чолі із Чарльзом Р. Бентлі, яка вивчала Землю Мері Берд. Хребет був детально нанесений на карту Геологічною службою США (USGS) після наземних досліджень і аерофотозйомки ВМС США в 1958-66 роках. В процесі досліджень було встановлено, що гори складаються із трьох окремих хребтів, тому Консультативний комітет з назв в Антарктиці (US-ACAN) обмежив застосування назви Сентінел — високим північним хребтом і рекомендував весь гірський масив назвати ім'ям самого першовідкривача — Лінкольна Еллсворта.

## Найвищі вершини та піки

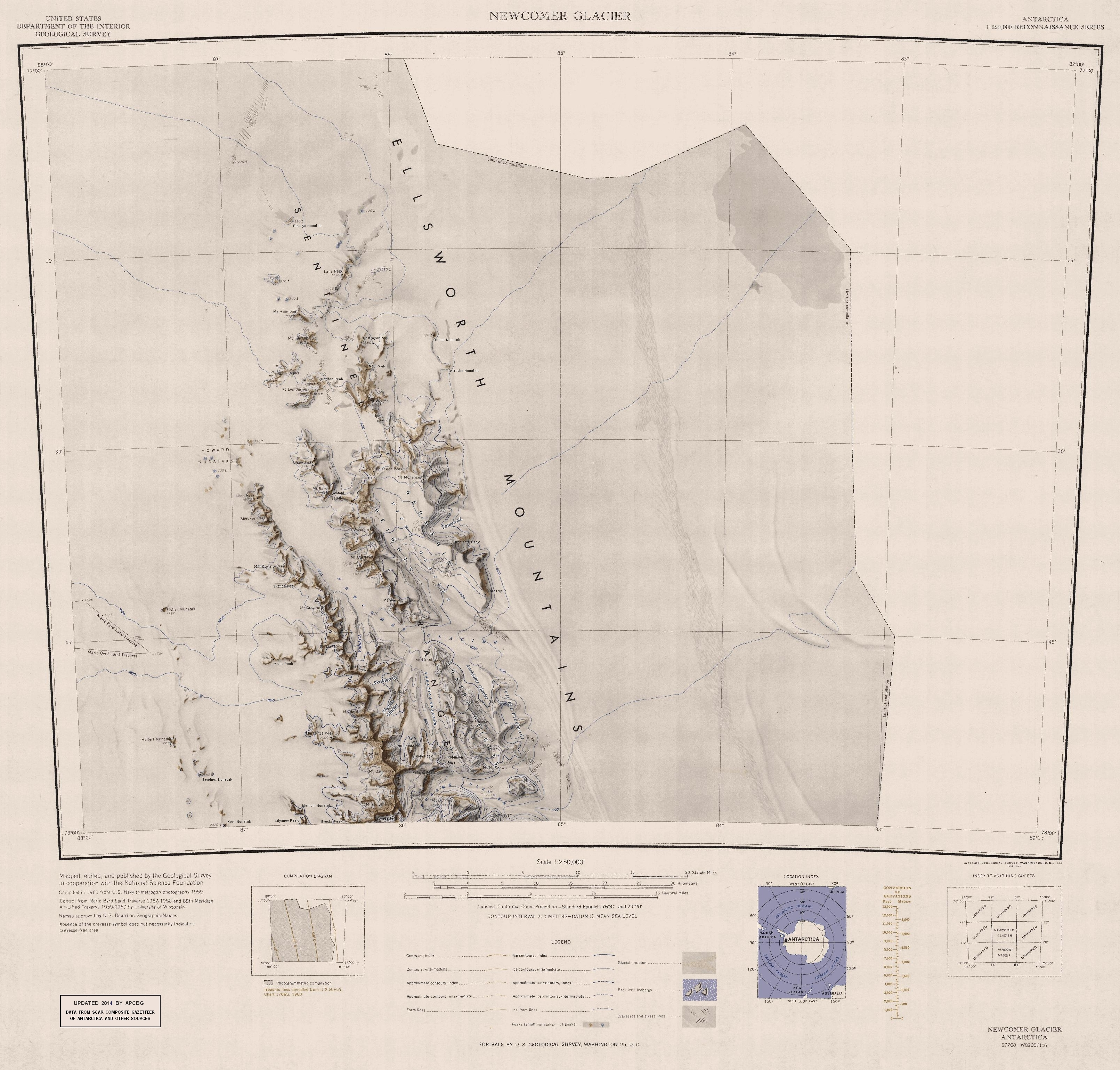
Хребет Сентінел. Північна частина

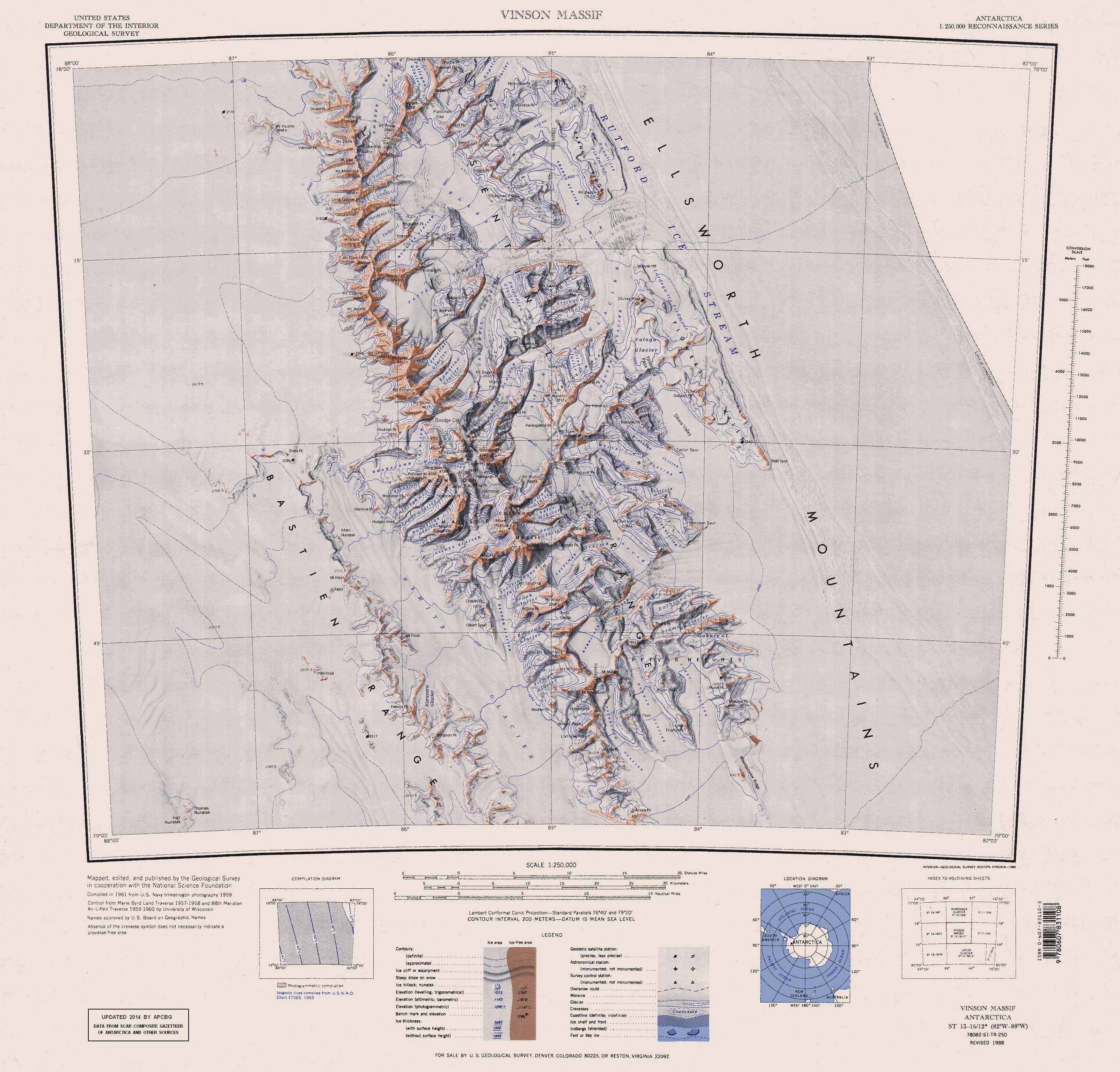
Хребет Сентінел. Центральна і південна частини

| №  | Назва                | Назва англійською         | Висота, м АВ / ВВ | Координати                                                            | Хребет, масив, гора           |
| -- | -------------------- | ------------------------- | ----------------- | --------------------------------------------------------------------- | ----------------------------- |
| 1  | Вінсон               | Monte Vinson              | 4892 / 4892       | 78°31′31″ пд. ш. 85°37′1″ зх. д. / 78.52528° пд. ш. 85.61694° зх. д.  | Масив Вінсон                  |
| 2  | Тирі                 | Mount Tyree               | 4852 / 1152       | 78°24′42″ пд. ш. 85°51′43″ зх. д. / 78.41167° пд. ш. 85.86194° зх. д. | Гора Тирі                     |
|    | Пік Клінч            | Clinch Peak               | 4841              | 78°32′8″ пд. ш. 85°30′45″ зх. д. / 78.53556° пд. ш. 85.51250° зх. д.  | Масив Вінсон                  |
|    | Пік Корбет           | Corbet Peak               | 4822              | 78°31′31″ пд. ш. 85°32′50″ зх. д. / 78.52528° пд. ш. 85.54722° зх. д. | — " —                         |
|    | Пік Сілверстейн      | Silverstein Peak          | 4790              | 78°32′51″ пд. ш. 85°38′57″ зх. д. / 78.54750° пд. ш. 85.64917° зх. д. | — " —                         |
|    | Пік Шенінґ           | Schoening Peak            | 4743              | 78°31′36″ пд. ш. 85°27′57″ зх. д. / 78.52667° пд. ш. 85.46583° зх. д. | — " —                         |
|    | Пік Голлістер        | Hollister Peak            | 4729              | 78°32′43″ пд. ш. 85°35′19″ зх. д. / 78.54528° пд. ш. 85.58861° зх. д. | — " —                         |
|    | Принсіпе-де-Астуріас | Príncipe de Asturias Peak | 4680              | 78°32′50″ пд. ш. 85°42′32″ зх. д. / 78.54722° пд. ш. 85.70889° зх. д. | — " —                         |
| 3  | Шинн                 | Mount Shinn               | 4660 / 961        | 78°27′0″ пд. ш. 85°46′0″ зх. д. / 78.45000° пд. ш. 85.76667° зх. д.   | Гора Шинн                     |
|    | Фукусіма             | Fukushima Peak            | 4634              | 78°33′31″ пд. ш. 85°34′16″ зх. д. / 78.55861° пд. ш. 85.57111° зх. д. | Масив Вінсон                  |
|    | Ґарднер              | Mount Gardner             | 4587 / 487        | 78°24′13″ пд. ш. 85°57′49″ зх. д. / 78.40361° пд. ш. 85.96361° зх. д. | Гора Тирі                     |
|    | Мартс                | Marts Peak                | 4551              | 78°32′18″ пд. ш. 85°24′07″ зх. д. / 78.53833° пд. ш. 85.40194° зх. д. | Масив Вінсон                  |
|    | Бранскомб            | Branscomb Peak            | 4520              | 78°30′57″ пд. ш. 85°41′44″ зх. д. / 78.51583° пд. ш. 85.69556° зх. д. | — " —                         |
|    | Ополченіє            | Opalchenie Peak           | 4500              | 78°34′02″ пд. ш. 85°34′53″ зх. д. / 78.56722° пд. ш. 85.58139° зх. д. | — " —                         |
| 4  | Рутфорд              | Mount Rutford             | 4477 / 577        | 78°36′ пд. ш. 85°18′ зх. д. / 78.600° пд. ш. 85.300° зх. д.           | Масив Креддок                 |
|    | Креддок              | Mount Craddock            | 4368 / 68         | 78°38′ пд. ш. 85°12′ зх. д. / 78.633° пд. ш. 85.200° зх. д.           | — " —                         |
|    | Епперлі              | Mount Epperly             | 4359 / 152        | 78°26′50″ пд. ш. 85°50′11″ зх. д. / 78.44722° пд. ш. 85.83639° зх. д. | Гора Тирі                     |
| 5  | Андерсон             | Mount Anderson            | 4254 / 1504       | 78°9′0″ пд. ш. 86°13′11″ зх. д. / 78.15000° пд. ш. 86.21972° зх. д.   | Гора Андерсон                 |
|    | Бентлі               | Mount Bentley             | 4245 / 347        | 78°07′ пд. ш. 86°14′ зх. д. / 78.117° пд. ш. 86.233° зх. д.           | — " —                         |
| 6  | Остенсо              | Mount Ostenso             | 4179 / 1079       | 78°18′ пд. ш. 86°11′ зх. д. / 78.300° пд. ш. 86.183° зх. д.           | Гора Остенсо                  |
| 7  | Лонг-Ґейблз          | Long Gables               | 4151 / 1051       | 78°13′ пд. ш. 86°08′ зх. д. / 78.217° пд. ш. 86.133° зх. д.           | Гора Лонг-Ґейблз              |
|    | Джовінетто           | Mount Giovinetto          | 4090 / 388        | 78°16′ пд. ш. 86°10′ зх. д. / 78.267° пд. ш. 86.167° зх. д.           | Гора Остенсо                  |
|    | Шир                  | Mount Shear               | 3993 / 293        | 78°20′ пд. ш. 86°8′ зх. д. / 78.333° пд. ш. 86.133° зх. д.            | Гора Остенсо                  |
| 8  | Еванс                | Evans Peak                | 3950 / 950        | 78°17′ пд. ш. 85°58′ зх. д. / 78.283° пд. ш. 85.967° зх. д.           | Гора Еванс                    |
| 9  | Пресс                | Mount Press               | 3830 / 1330       | 78°09′18″ пд. ш. 85°59′45″ зх. д. / 78.15500° пд. ш. 85.99583° зх. д. | Хребет Пробуда                |
| 10 | Ґолдґвайт            | Mount Goldthwait          | 3815              | 78°1′0″ пд. ш. 86°0′0″ зх. д. / 78.01667° пд. ш. 86.00000° зх. д.     | Гора Ґолдґвайт                |
|    | Морріс               | Mount Morris              | 3810 / 110        | 78°19′ пд. ш. 86°10′ зх. д. / 78.317° пд. ш. 86.167° зх. д.           | Гора Остенсо                  |
|    | Девіс                | Mount Davis               | 3800 / 100        | 78°06′ пд. ш. 86°15′ зх. д. / 78.100° пд. ш. 86.250° зх. д.           | Гора Андерсон                 |
| 11 | Моугл                | Mount Mohl                | 3710 / 610        | 78°33′12″ пд. ш. 85°5′53″ зх. д. / 78.55333° пд. ш. 85.09806° зх. д.  | Масив Креддок                 |
| 12 | Ветс                 | Mount Viets               | 3600 / 850        | 78°15′ пд. ш. 86°06′ зх. д. / 78.250° пд. ш. 86.100° зх. д.           | Гора Ветс                     |
|    | Тодд                 | Mount Todd                | 3600 / 100        | 78°05′39″ пд. ш. 85°52′39″ зх. д. / 78.09417° пд. ш. 85.87750° зх. д. | Хребет Пробуда                |
|    | Далримпл             | Mount Dalrymple           | 3600              | 77°58′0″ пд. ш. 85°59′0″ зх. д. / 77.96667° пд. ш. 85.98333° зх. д.   | Гора Ґолдґвайт                |
|    | Слауґтер             | Mount Slaughter           | 3600 / 300        | 78°37′ пд. ш. 85°38′ зх. д. / 78.617° пд. ш. 85.633° зх. д.           | Масив Вінсон                  |
| 13 | Гейл                 | Mount Hale                | 3595 / 895        | 78°04′ пд. ш. 86°19′ зх. д. / 78.067° пд. ш. 86.317° зх. д.           | Гора Гейл                     |
| 14 | Туск                 | Mount Tuck                | 3560 / 1010       | 78°30′10″ пд. ш. 84°52′57″ зх. д. / 78.50278° пд. ш. 84.88250° зх. д. | Висоти Доурейн                |
|    | Кнутзен              | Knutzen Peak              | 3373              | 78°29′47″ пд. ш. 85°56′35″ зх. д. / 78.49639° пд. ш. 85.94306° зх. д. | Гора Шинн, хребет Тейлор Ледж |
|    | Айєр                 | Eyer Peak                 | 3368              | 78°09′ пд. ш. 86°00′ зх. д. / 78.150° пд. ш. 86.000° зх. д.           | Хребет Пробуда                |
| 15 | Аткінсон             | Mount Atkinson            | 3300 / 600        | 78°39′ пд. ш. 85°29′ зх. д. / 78.650° пд. ш. 85.483° зх. д.           | Масив Креддок                 |
| 16 | Соутвік              | Mount Southwick           | 3280              | 78°41′46″ пд. ш. 85°01′10″ зх. д. / 78.69611° пд. ш. 85.01944° зх. д. | Хребет Овен                   |
| 17 | Аллен                | Mount Allen               | 3248              | 78°41′46″ пд. ш. 85°01′10″ зх. д. / 78.69611° пд. ш. 85.01944° зх. д. | — " —                         |
|    | Альф                 | Mount Alf                 | 3200              | 77°55′28″ пд. ш. 86°7′45″ зх. д. / 77.92444° пд. ш. 86.12917° зх. д.  |                               |
| 18 | Валдрон              | Mount Waldron             | 3100 / 750        | 78°27′ пд. ш. 84°53′ зх. д. / 78.450° пд. ш. 84.883° зх. д.           | Хребет Верегейв               |
|    | Мілтон               | Mount Milton              | 3000              | 78°48′ пд. ш. 84°48′ зх. д. / 78.800° пд. ш. 84.800° зх. д.           | Хребет Овен                   |
| 19 | Вананд               | Vanand Peak               | 3000              | 78°29′ пд. ш. 85°18′ зх. д. / 78.483° пд. ш. 85.300° зх. д.           | Хребет Зансмейстер            |